# Јанез Шенк
Јанез Шенк је био југословенски и словеначки ТВ редитељ. У филму Свет на Кајжарју је био помоћник редитеља. У историји југословенске телевизије остаће упамћен као редитељ прве оригиналне телевизијске драме припремљене у Београдском студију која је емитована уживо 2. септембра 1958. године.
| Год.   | Назив                                            | Улога \|- style="background: Lavender; text-align:center; " | 1950-е | 1950-е | 1950-е | 1950-е |
| 1958.  | Случај у трамвају ТВ филм                        | /                                                           |        |        |        |        |
| 1958.  | Мати ТВ филм                                     | /                                                           |        |        |        |        |
| 1959.  | Песник и голубица ТВ филм                        | /                                                           |        |        |        |        |
| 1960-е |                                                  |                                                             |        |        |        |        |
| 1960.  | Писаћа машина ТВ филм                            | /                                                           |        |        |        |        |
| 1960.  | Тројица ТВ филм                                  | /                                                           |        |        |        |        |
| 1960.  | Сплетка и љубав ТВ филм                          | /                                                           |        |        |        |        |
| 1960.  | После биоскопа ТВ филм                           | /                                                           |        |        |        |        |
| 1961.  | Тотално помрачење Сунца ТВ документарни филм     | /                                                           |        |        |        |        |
| 1961.  | Доктор главом и брадом ТВ филм                   | /                                                           |        |        |        |        |
| 1961.  | Песма ТВ филм                                    | /                                                           |        |        |        |        |
| 1970-е |                                                  |                                                             |        |        |        |        |
| 1970.  | Набрежје - Шест добродушних згодб ТВ мини серија | /                                                           |        |        |        |        |